# صندوق‌آباد
صندوق‌آباد ، روستایی از توابع بخش چهاردولی شهرستان قروه در استان کردستان ایران است.این روستا در مسیر راه قروه به سنقر قرار دارد
دارای مدرسه ابتدایی، برق،گاز،وتلفن می باشد.

## جمعیت
این روستا در دهستان چهاردولی غربی قرار دارد و براساس سرشماری مرکز آمار ایران در سال ۱۳۸۵، جمعیت آن ۷۶۰ نفر (۱۷۶خانوار) بوده‌است.